# Liste der Monuments historiques in Breux
Die Liste der Monuments historiques in Breux führt die Monuments historiques in der französischen Gemeinde Breux auf.

## Liste der Objekte
| Bezeichnung                   | Beschreibung               | Standort                | Kennzeichnung | Schutzstatus | Datum | Bild |
| ----------------------------- | -------------------------- | ----------------------- | ------------- | ------------ | ----- | ---- |
| Takenplatte (1)               | Gusseisen, 16. Jahrhundert | im Schulhaus (Lage)     | PM55000134    | Classé       | 1936  |      |
| Grabdenkmal für Wiry Trembloy | Kalkstein, bezeichnet 1819 | auf dem Friedhof (Lage) | PM55001641    | Inscrit      | 2001  |      |
| Takenplatte (2)               | Gusseisen, bezeichnet 1683 | im ehemaligen Pfarrhaus | PM55000133    | Classé       | 1936  |      |